# 野坂山地
野坂山地（のさかさんち）は、滋賀県と福井県若狭地方に跨がる山地。琵琶湖国定公園特別保護地区。
地質的には江若（こうじゃく）花崗岩類と呼ばれる花崗岩類が広く分布する。
若狭と京都を結ぶ交通の要衝で、古くは愛発関が置かれていた。かつては北国街道（西近江路）や鯖街道（若狭街道）や塩津街道が通った地である。

## 自然環境
環境省の植生調査によると、野坂山地の野坂岳から三国山に至る稜線一帯は、最も自然度が高い「植生自然度９」の森林が、福井県内で最も広範囲に残されている地域である。

## 風力発電所の建設計画
東京都に本社を置く株式会社グリーンパワーインベストメントが、芦谷山とその南西の庄部谷山から伸びる尾根筋一帯に、ローター直径約100～140m、最大高約140～190m、単発出力約3,400～4,200kWのプロペラ型風力発電機約20～25基を設置し、総出力最大105,000kWの（仮称）美浜新庄ウィンドファームと呼ぶ風力発電所を建設しようとしている。

事業実施想定区域（黒線で囲まれた区域） と 風力発電機の設置想定範囲（赤線で囲まれた区域）

## 所属する山々
- 野坂岳（主峰・近畿百名山・野坂三山）　914m　
  - 福井県敦賀市
- 芦谷山　866m
  - 福井県敦賀市・福井県三方郡美浜町
- 庄部谷山　856m
  - 福井県三方郡美浜町
- 三国山　876m
  - 滋賀県高島市・福井県敦賀市・三方郡美浜町
- 西方ヶ岳　764m（近畿百名山・野坂三山）
  - 福井県敦賀市・三方郡美浜町
- 岩篭山　765m（野坂三山）
  - 福井県敦賀市
- 乗鞍岳　865m
  - 福井県敦賀市
- 旗護山　318m
  - 福井県敦賀市・三方郡美浜町
- 赤坂山　824m
  - 福井県三方郡美浜町・滋賀県高島市
- 大御影山（若狭国最高峰）　950m
  - 福井県三方郡美浜町・滋賀県高島市
- 三重嶽（野坂山地最高峰・近畿百名山）　974m
  - 滋賀県高島市
- 武奈ヶ嶽　865m
  - 滋賀県高島市
- 賤ヶ岳　421m
  - 滋賀県長浜市

## 通過する主な道路
- 北陸自動車道
- 舞鶴若狭自動車道
- 国道8号
- 国道161号
- 国道162号
- 国道303号
- 国道365号

## 通過する路線
- JR北陸本線
- JR湖西線